# Rosamund Pike

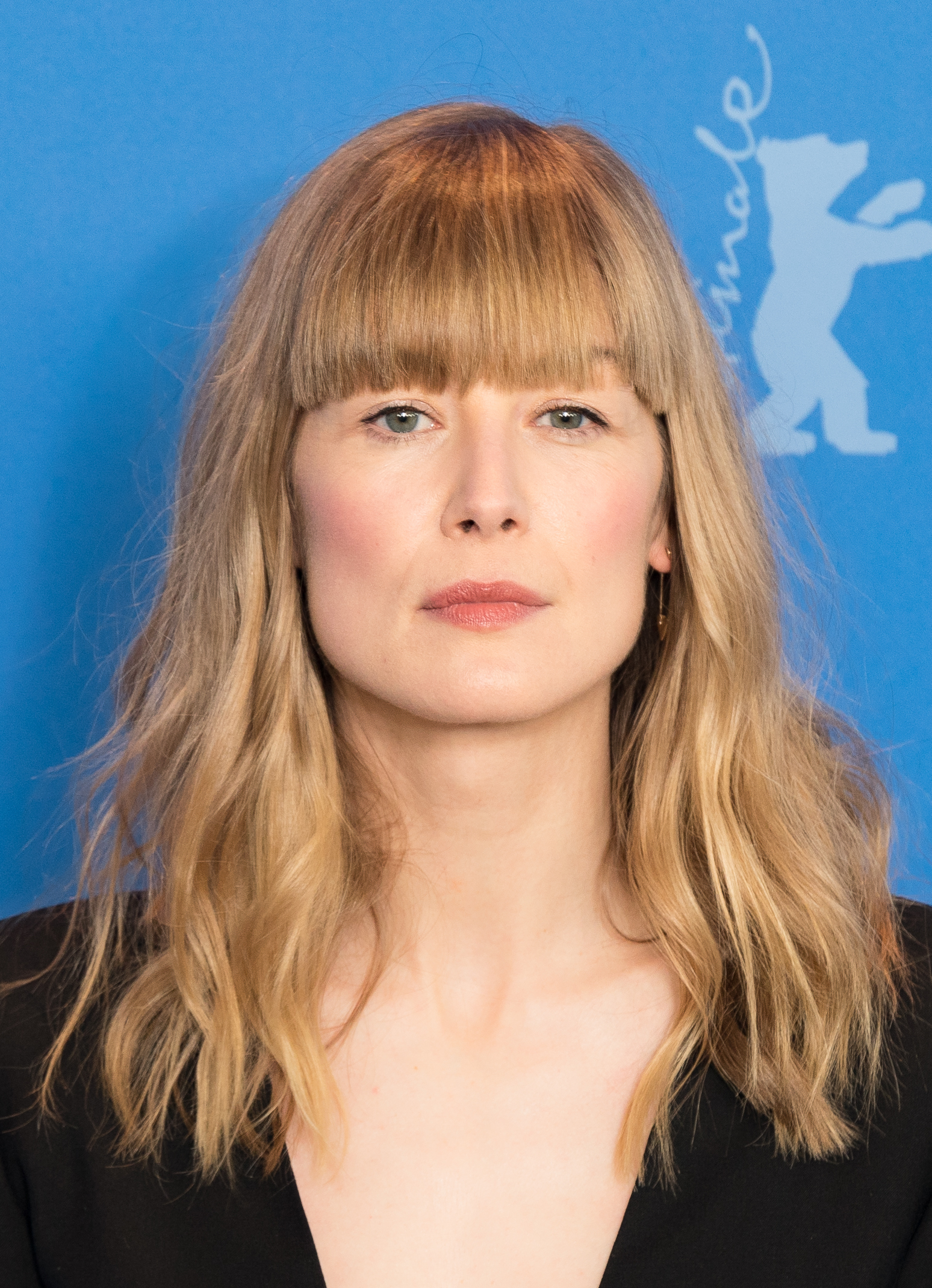
Rosamund Pike (2018)

Rosamund Mary Ellen Pike (*  1979 in Hammersmith, London) ist eine britische Schauspielerin.
Einem größeren Publikum wurde Pike als Bond-Girl Miranda Frost in Stirb an einem anderen Tag (2002) bekannt. Viel Kritikerlob brachte ihr die Hauptrolle der Amy Elliott Dunne in David Finchers Krimidrama Gone Girl – Das perfekte Opfer (2014). Ihre Darstellung der Marla Grayson in der schwarzen Komödie I Care a Lot (2020) wurde mit dem Golden Globe Award für die Beste Hauptdarstellerin in einer Komödie oder einem Musical ausgezeichnet. Seit 2021 spielt sie eine der Hauptrollen in der Romanverfilmung Das Rad der Zeit.

## Leben

### Kindheit und Jugend
Rosamund Pike ist die einzige Tochter der beiden Opernsänger Caroline und Julian Pike. Bedingt durch die wechselnden Engagements der Eltern lebte die Familie in ganz Europa. Pike besuchte ein Internat in Bristol und studierte anschließend Englische Literatur am Wadham College der Universität Oxford. Bei studentischen Theateraufführungen wurde sie dort von einem Agenten entdeckt und bekam noch vor ihrem Hochschulabschluss erste Film- und Fernsehrollen.

### Karriere
Ihr Debüt vor der Kamera gab Pike 1998 in dem Fernsehfilm A Rather English Marriage. Nach dem Studium – das sie 2001 mit dem Bachelor-Grad abschloss – konzentrierte sie sich auf ihre Schauspielkarriere.
Im Jahr 2002 spielte Pike im 20. James-Bond-Film Stirb an einem anderen Tag an der Seite von Pierce Brosnan und Halle Berry die Rolle des Bond-Girls Miranda Frost. Für ihre Darbietung wurde sie 2003 in der Kategorie Beste Neuentdeckung mit dem Empire Award ausgezeichnet. Sie wirkte auch in dem Dokumentarfilm Bond Girls Are Forever von Maryam d’Abo mit. 2004 spielte sie neben Johnny Depp die Rolle der Elizabeth Malet in The Libertine, wofür sie bei den British Independent Film Awards als Beste Nebendarstellerin ausgezeichnet wurde. 2005 war sie in der Literaturverfilmung Stolz und Vorurteil als Jane – die ältere Schwester von Elisabeth Bennet (Keira Knightley) – zu sehen. Im selben Jahr spielte sie die Wissenschaftlerin Samantha Grimm in der Kinoversion des Computerspiels Doom. Im Jahr 2007 drehte sie mit Anthony Hopkins und Ryan Gosling den Film Das perfekte Verbrechen. 2010 spielte sie neben Paul Giamatti, Dustin Hoffman und Rachelle Lefèvre die Miriam in der Romanverfilmung Barney’s Version, die auf den Internationalen Filmfestspielen von Venedig Premiere hatte. Für ihre Rolle erhielt sie unter anderem eine Nominierung für den Satellite Award. 2011 war sie in Johnny English – Jetzt erst recht! als Kate Sumner an der Seite von Rowan Atkinson und Gillian Anderson zu sehen.

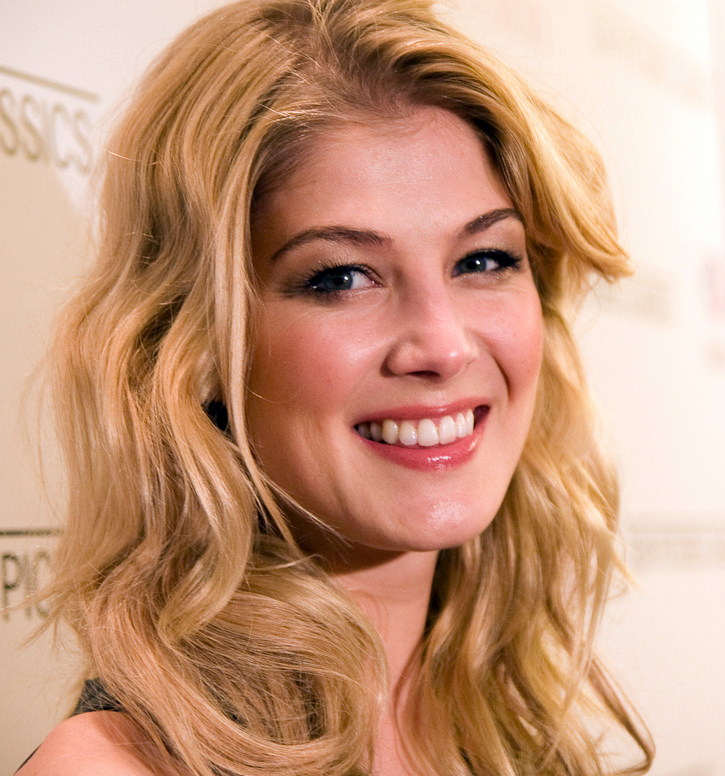
Pike in New York City (2011)

Neben ihrer Kinokarriere spielt Pike auch weiterhin Theater. So war sie unter anderem in David Hares Skylight, Arthur Millers All My Sons, Terry Johnsons Hitchcock Blonde (eine Rolle, in der sie völlig nackt auf der Bühne stand), Tennessee Williams’ Summer and Smoke, Patrick Hamiltons Gaslight, Yukio Mishimas Madame de Sade und Henrik Ibsens Hedda Gabler zu sehen.
Im Jahr 2014 mimte Pike die Rolle der Amy Elliott Dunne in dem Krimidrama Gone Girl – Das perfekte Opfer von David Fincher, das auf dem gleichnamigen Roman von Gillian Flynn basiert. Sie erhielt für ihre schauspielerische Leistung viel Kritikerlob und zahlreiche Auszeichnungen, unter anderem Nominierungen für den Oscar, den Golden Globe und den Screen Actors Guild Award.
Zwei Jahre später (2016) spielte Pike im Musikvideo zu Voodoo in My Blood von Massive Attack feat. Young Fathers mit.
Im Jahr 2019 wurde Pike für ihre Hauptrolle in der Filmbiografie A Private War, in der sie die Kriegsreporterin Marie Colvin verkörpert, erneut für einen Golden Globe nominiert. Im selben Jahr erhielt sie einen Emmy für die Rolle der Louise in der Fernsehserie State of the Union. 2020 spielte sie die Nobelpreisträgerin Marie Curie in der Filmbiografie Marie Curie – Elemente des Lebens. Für die seit Herbst 2019 gedrehte Amazon-Serie The Wheel of Time – eine Adaption des Romanzyklus Das Rad der Zeit des Schriftstellers Robert Jordan – wurde sie für die Rolle der Moiraine Damodred verpflichtet.
Für ihre Hauptrolle der Marla Grayson in I Care a Lot (2020) gewann Pike 2021 den Golden Globe in der Kategorie Beste Hauptdarstellerin – Komödie oder Musical. Mit ihrer Rolle in Emerald Fennells Saltburn überzeugte sie 2023 erneut die Kritiker und erhielt eine weitere Nominierung für den Golden Globe sowie den BAFTA Award. 
Sie wird hauptsächlich von Ranja Bonalana und manchmal auch von Alexandra Wilcke synchronisiert.

### Persönliches
Pike spielt Violoncello und lebt in Prag. Nach Beziehungen mit dem Schauspielkollegen Simon Woods (1997–2003) und dem Künstler Henry John (2004) war Pike von 2004 bis 2008 mit dem Regisseur Joe Wright liiert, den sie bei den Dreharbeiten zu Stolz und Vorurteil kennenlernte. Kurz vor der für Mai 2008 geplanten Hochzeit trennte sich das Paar. Seit Dezember 2009 ist Pike mit einem 16 Jahre älteren Geschäftsmann liiert. Anfang Mai 2012 und Ende 2014 bekam das Paar jeweils einen Sohn.

## Filmografie (Auswahl)
- 1998: A Rather English Marriage (Fernsehfilm)
- 1999: Wives and Daughters (Miniserie, 3 Episoden)
- 2000: Der Preis des Verbrechens (Trial & Retribution, Fernsehserie, Episode 4x01)
- 2001: Love in a Cold Climate (Miniserie, 2 Episoden)
- 2002: Foyle’s War (Fernsehserie, Episode 1x01)
- 2002: James Bond 007 – Stirb an einem anderen Tag (Die Another Day)
- 2004: Gelobtes Land (Promised Land)
- 2004: The Libertine
- 2005: Stolz und Vorurteil (Pride & Prejudice)
- 2005: Doom – Der Film (Doom)
- 2007: Das perfekte Verbrechen (Fracture)
- 2007: Fugitive Pieces
- 2008: The Tower (Fernsehfilm)
- 2009: An Education
- 2009: Freefall (Fernsehfilm)
- 2009: Surrogates – Mein zweites Ich (Surrogates)
- 2010: Burning Palms
- 2010: Jackboots on Whitehall (Stimme)
- 2010: Barney’s Version
- 2010: We Want Sex (Made in Dagenham)
- 2011: Women in Love – Liebende Frauen (Women in Love, Miniserie, 2 Episoden)
- 2011: Johnny English – Jetzt erst recht! (Johnny English Reborn)
- 2011: Ein Jahr vogelfrei! (The Big Year)
- 2012: Zorn der Titanen (Wrath of the Titans)
- 2012: Jack Reacher
- 2013: The Devil You Know
- 2013: The World’s End
- 2014: A Long Way Down
- 2014: Hectors Reise oder die Suche nach dem Glück (Hector and the Search for Happiness)
- 2014: Gone Girl – Das perfekte Opfer (Gone Girl)
- 2014: Ein Schotte macht noch keinen Sommer (What We Did on Our Holiday)
- 2015–2020: Thunderbirds Are Go (Fernsehserie, Stimme, 45 Episoden)
- 2015: Return to Sender – Das falsche Opfer (Return to Sender)
- 2016: A United Kingdom
- 2017: Feinde – Hostiles (Hostiles)
- 2017: Die Macht des Bösen (The Man with the Iron Heart)
- 2018: 7 Tage in Entebbe (7 Days in Entebbe)
- 2018: Beirut
- 2018: A Private War
- 2018: Unten am Fluss (Watership Down, Miniserie, Stimme, 4 Episoden)
- 2019: State of the Union (Fernsehserie, 10 Episoden)
- 2019: The Informer
- 2019: Marie Curie – Elemente des Lebens (Radioactive)
- 2019–2020: Archibald’s Next Big Thing (Fernsehserie, Stimme, 26 Episoden)
- 2019–2020: Moominvalley (Serie, Stimme, 26 Episoden)
- 2020: I Care a Lot
- 2021–2025: Das Rad der Zeit (The Wheel of Time, Fernsehserie)
- 2023: Saltburn
- 2025: Hallow Road

## Auszeichnungen
| Jahr | Film                           | Award                                             | Kategorie                                        | Resultat  |
| ---- | ------------------------------ | ------------------------------------------------- | ------------------------------------------------ | --------- |
| 2003 | Stirb an einem anderen Tag     | Empire Awards                                     | Beste Newcomerin                                 | gewonnen  |
| 2003 | Stirb an einem anderen Tag     | Saturn Awards                                     | Gesicht der Zukunft                              | nominiert |
| 2003 | Stirb an einem anderen Tag     | MTV Movie Awards 2003                             | Beste Trans-Atlantic Performance                 | nominiert |
| 2006 | Stolz und Vorurteil            | London Critics’ Circle Film Awards                | Beste britische Nebendarstellerin                | nominiert |
| 2010 | An Education                   | BIFA Awards                                       | Beste Nebendarstellerin                          | nominiert |
| 2010 | An Education                   | London Film Critics Circle Awards                 | Beste britische Nebendarstellerin                | nominiert |
| 2010 | An Education                   | Screen Actors Guild Awards                        | Bestes Schauspielensemble                        | nominiert |
| 2010 | We Want Sex                    | British Independent Film Award                    | Beste Nebendarstellerin                          | nominiert |
| 2011 | We Want Sex                    | London Film Critics Circle Awards                 | Beste britische Nebendarstellerin                | nominiert |
| 2011 | Barney’s Version               | London Film Critics Circle Awards                 | Beste britische Schauspielerin                   | nominiert |
| 2011 | Barney’s Version               | Satellite Awards                                  | Beste Nebendarstellerin                          | nominiert |
| 2014 | Gone Girl – Das perfekte Opfer | Austin Film Critics Association                   | Beste Schauspielerin                             | gewonnen  |
| 2014 | Gone Girl – Das perfekte Opfer | Denver Film Critics Society                       | Beste Schauspielerin                             | gewonnen  |
| 2014 | Gone Girl – Das perfekte Opfer | Detroit Film Critics Society                      | Beste Schauspielerin                             | gewonnen  |
| 2014 | Gone Girl – Das perfekte Opfer | Florida Film Critics Circle                       | Beste Schauspielerin                             | gewonnen  |
| 2014 | Gone Girl – Das perfekte Opfer | Kansas City Film Critics Circle                   | Beste Schauspielerin                             | gewonnen  |
| 2014 | Gone Girl – Das perfekte Opfer | Nevada Film Critics Society                       | Beste Schauspielerin                             | gewonnen  |
| 2014 | Gone Girl – Das perfekte Opfer | Online Film Critics Society                       | Beste Schauspielerin                             | gewonnen  |
| 2014 | Gone Girl – Das perfekte Opfer | Phoenix Film Critics Society                      | Beste Schauspielerin                             | gewonnen  |
| 2014 | Gone Girl – Das perfekte Opfer | Phoenix Film Critics Society                      | Breakthrough Performance on Camera               | gewonnen  |
| 2014 | Gone Girl – Das perfekte Opfer | Santa Barbara International Film Festival         | Virtuosos Award                                  | gewonnen  |
| 2014 | Gone Girl – Das perfekte Opfer | St. Louis Gateway Film Critics Association        | Beste Schauspielerin                             | gewonnen  |
| 2014 | Gone Girl – Das perfekte Opfer | Utah Film Critics Association                     | Beste Schauspielerin                             | gewonnen  |
| 2014 | Gone Girl – Das perfekte Opfer | Palm Springs International Film Festival          | Breakthrough Performance                         | gewonnen  |
| 2014 | Gone Girl – Das perfekte Opfer | Broadcast Film Critics Association                | Beste Schauspielerin                             | nominiert |
| 2014 | Gone Girl – Das perfekte Opfer | Golden Globe Awards                               | Beste Schauspielerin in einem Filmdrama          | nominiert |
| 2014 | Gone Girl – Das perfekte Opfer | San Diego Film Critics Society                    | Beste Schauspielerin                             | nominiert |
| 2014 | Gone Girl – Das perfekte Opfer | Washington D.C. Area Film Critics Association     | Beste Schauspielerin                             | nominiert |
| 2014 | Gone Girl – Das perfekte Opfer | Oscar                                             | Beste Hauptdarstellerin                          | nominiert |
| 2014 | Gone Girl – Das perfekte Opfer | BAFTA                                             | Beste Hauptdarstellerin                          | nominiert |
| 2014 | Gone Girl – Das perfekte Opfer | Gay and Lesbian Entertainment Critics Association | Beste Schauspielerin                             | nominiert |
| 2014 | Gone Girl – Das perfekte Opfer | Satellite Awards                                  | Beste Filmschauspielerin                         | nominiert |
| 2014 | Gone Girl – Das perfekte Opfer | Screen Actors Guild Awards                        | Beste Hauptdarstellerin                          | nominiert |
| 2014 | Gone Girl – Das perfekte Opfer | MTV Movie Awards 2015                             | Bester Newcomer                                  | nominiert |
| 2014 | Gone Girl – Das perfekte Opfer | MTV Movie Awards 2015                             | Bester Angsthase                                 | nominiert |
| 2014 | Gone Girl – Das perfekte Opfer | MTV Movie Awards 2015                             | Bester Bösewicht                                 | nominiert |
| 2014 | Gone Girl – Das perfekte Opfer | Saturn Awards                                     | Beste Hauptdarstellerin                          | gewonnen  |
| 2018 | Feinde – Hostiles              | Saturn Awards                                     | Beste Hauptdarstellerin                          | nominiert |
| 2019 | A Private War                  | Golden Globe Awards                               | Beste Hauptdarstellerin in einem Drama           | nominiert |
| 2019 | State of the Union             | Emmy Awards                                       | Beste Schauspielerin in einer Serie (Short-Form) | gewonnen  |
| 2021 | I Care a Lot                   | Golden Globe Awards                               | Beste Hauptdarstellerin – Komödie oder Musical   | gewonnen  |
| 2024 | Saltburn                       | Golden Globe Awards                               | Beste Nebendarstellerin                          | nominiert |